# 中国驻马赛总领事馆
中华人民共和国驻马赛总领事馆（法語：Consulat Général de la République Populaire de Chine à Marseille），简称中国驻马赛总领事馆，是中华人民共和国派驻法国普罗旺斯-阿尔卑斯-蓝色海岸大区罗讷河口省马赛的最高级别外交机构。领区包括普罗旺斯-阿尔卑斯-蓝色海岸大区、奥克西塔尼大区和科西嘉地方行政区。本馆兼辖摩纳哥。